# David Chettle
David Chettle (David John „Dave“ Chettle; * 14. September 1951) ist ein ehemaliger australischer Langstreckenläufer.

## Karriere
1974 wurde Chettle Dritter bei der Australischen Meisterschaft im Marathon und Zwölfter beim Fukuoka-Marathon.
Im Jahr darauf kam er bei den Crosslauf-Weltmeisterschaften 1975 in Rabat auf den 105. Platz. Nach einem zweiten Platz bei der Australischen Marathon-Meisterschaft wurde er in Fukuoka Zweiter in 2:10:20 h, der drittschnellsten Zeit des Jahres.
Beim Marathon der Olympischen Spiele 1976 in Montreal gab er nach 25 km auf.
1977 belegte er bei den Crosslauf-WM in Düsseldorf den 116. Platz. Im darauffolgenden Jahr siegte er beim Kyōto-Marathon und beim australischen Ausscheidungsrennen für die Commonwealth Games 1978 in Edmonton, bei denen er auf Rang 15 einlief.
Bei den Crosslauf-WM 1979 in Limerick lief er auf Rang 120 ein. Im selben Jahr wurde er Zweiter und 1980 Vierter beim Montreal-Marathon.  Beim Boston-Marathon 1981 wurde er Achter, und beim Chicago-Marathon 1982 kam er auf den 15. Platz.
1977 wurde er Australischer Meister im Crosslauf.

## Persönliche Bestzeiten
- 10.000 m: 28:19,0 min, 15. Dezember 1977, Melbourne
- Marathon: 2:10:20 h, 7. Dezember 1975, Fukuoka